# Вибори до Райхстагу 1932 (листопад)
Вибори до Райхстаґу 1932 (листопад) (нім. Reichstagswahl November 1932) — вибори до Райхстаґу Німеччини, що відбулись 6 листопада 1932
Вибори принесли перемогу націонал-соціалістам, проте вони втратили майже 2 мільйони голосів в порівнянні з попереднімим. Натомість Комуністична партія Німеччини збільшила свій вплив, отримавши майже 17 % голосів, що було найкращим результатом партії за всю її історію.
Головою райстаґу  було обрано Германа Герінга.

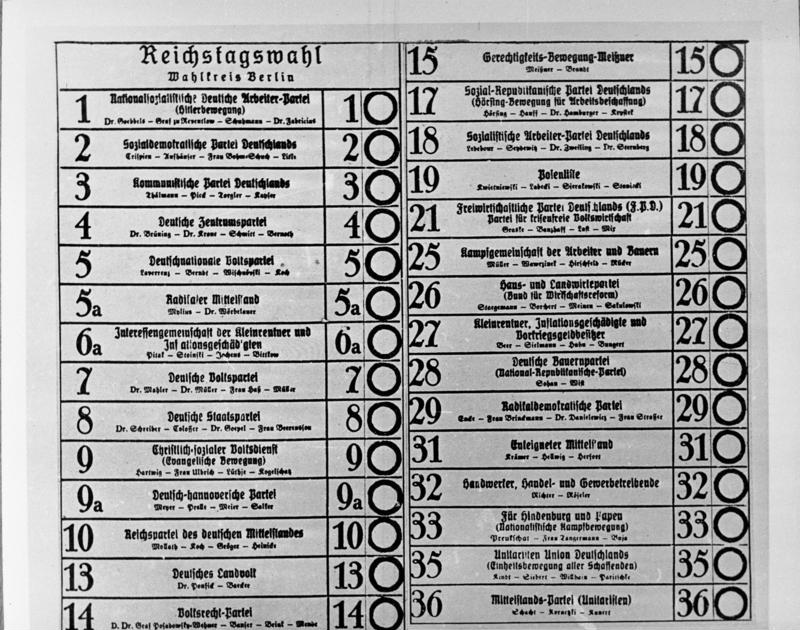
Бюлетень для голосування в окрузі Берлін на виборах до райхстаґу 6 листопада 1932

| Партія                                                    | Процент голосів (зміна) | Процент голосів (зміна) | Місць (зміна) | Місць (зміна) |
| --------------------------------------------------------- | ----------------------- | ----------------------- | ------------- | ------------- |
| Націонал-соціалістична робітнича партія Німеччини (NSDAP) | 33,1%                   | -4,2%                   | 196           | -34           |
| Соціал-демократична партія (SPD)                          | 20,4%                   | -1,2%                   | 121           | -12           |
| Комуністична партія (KPD)                                 | 16,9%                   | +2,6%                   | 100           | +11           |
| Партія Центру (Z)                                         | 11,9%                   | -0,5%                   | 70            | -5            |
| Німецька національна народна партія (DNVP)                | 8,5%                    | +2,6%                   | 52            | +15           |
| Баварська народна партія (BVP)                            | 3,1%                    | -0,1%                   | 20            | -2            |
| Німецька народна партія (DVP)                             | 1,9%                    | -0,1%                   | 11            | +4            |
| Християнсько-соціальна народна служба (CSVD)              | 1,1%                    | +0,1%                   | 5             | +2            |
| Німецька фермерська партія                                | 0,4%                    | +/-0                    | 3             | +1            |
| Німецька демократична партія (DDP)                        | 1,0%                    | +/-0                    | 2             | -2            |
| Сільськогосподарська ліга                                 | 0,3%                    | +/-0                    | 2             | +/-0          |
| Партія німецького середнього класу (WP)                   | 0,3%                    | -0,1%                   | 1             | -1            |
| Німецько-Ганноверська Партія (DHP)                        | 0,2%                    | +0,1%                   | 1             | +1            |
| Інші                                                      | 0,9%                    | +0,3%                   | 0             | -2            |
| Всього                                                    | 100,0%                  |                         | 584           | -24           |